# جرج استفاناپولوس

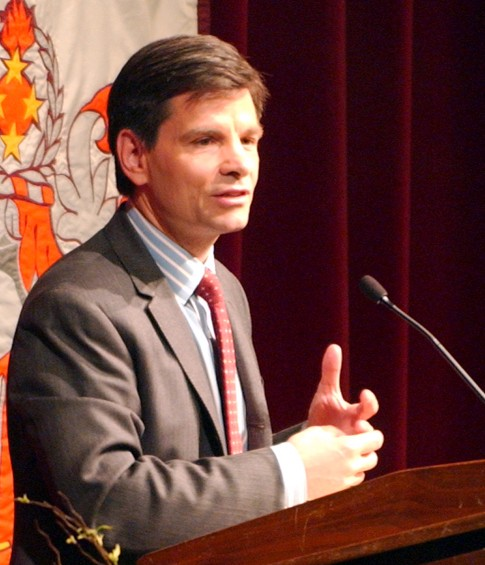

جرج استفاناپولوس (به انگلیسی: George Stephanopoulos) زادهٔ ۱۹۶۱، خبرنگار تلویزیونی و مشاور سیاسی سابق حزب دمکرات آمریکا است. استفاناپولوس با مسئولیت ارتباطات کمپین بیل کلینتون در انتخابات ریاست جمهوری سال ۱۹۹۲ به شهرت رسید. او متعاقباً اداره‌کننده ارتباطات و مشاور ارشد سیاست و استراتژی کاخ سغید شد تا این که در ۱۹۹۶ آن را ترک کرد. او هم‌اکنون مجری ارشد شبکه‌ای بی سی آمریکا، از مجریان برنامهٔ صبح بخیر آمریکای ای بی سی نیوز و مجری برنامهٔ صبح یکشنبه صبح ده ویک ای بی سی است.
او دانش آموختهٔ دانشگاه کلمبیا است.